# Brain (Label)
Brain ist ein 1972 von Bruno Wendel und Günther Körber gegründetes Plattenlabel, auf dem in den 1970er Jahren viele prominente Vertreter des Krautrock und des Deutschrock veröffentlichten, darunter Neu!, Cluster und Guru Guru.

## Geschichte
Wendel und Körber hatten bis 1971 als A&R-Manager für das Label Ohr gearbeitet, wo sie unter anderem die Band Guru Guru betreuten. Sie gründeten in Hamburg ihr Label als Tochterunternehmen der Metronome Records, neben Guru Guru gehörte Cluster zu den ersten Bands des Labels. In den 1970er Jahren veröffentlichte Brain unter anderem Tonträger von Klaus Schulze, Edgar Froese und Birth Control. 1974 wurde A Meditation Mass von Yatha Sidhra auf Brain veröffentlicht. Neben elektronischen und psychedelischen Bands gehörten auch die Scorpions und Accept zum Repertoire. Daneben wurden auch einige britische Künstler bei Brain vertrieben, hierzu zählten unter anderem Atomic Rooster und Alexis Korner. Körber verließ 1975 Brain, um mit Sky Records eine eigene Plattenfirma zu gründen.

## Diskografie (Auszug)
- Accept – Accept
- Amon Düül – This Is Amon Duul
- Brian Auger – This Is Brian Auger
- Birth Control – Backdoor Possibilities
- Cluster – Cluster II
- Wolfgang Dauner – This Is Wolfgang Dauner
- Julie Driscoll – This Is Julie Driscoll
- Electric Sandwich - Electric Sandwich
- Eroc – Eroc
- Edgar Froese – Aqua
- Guru Guru – Känguru
- Grobschnitt – Grobschnitt
- Guru Guru – Guru Guru
- Harmonia – Musik von Harmonia
- Neu! – Neu!
- Popol Vuh – Herz aus Glas
- Achim Reichel – Erholung
- Klaus Schulze – Black Dance
- Scorpions – Lonesome Crow
- Tangerine Dream – Alpha Centauri/Atem
- Thirsty Moon – You'll Never Come Back